# Pisksnärtsskada
Pisksnärtsskada eller whiplash (från engelskan, "pisksnärt"), är nacksmärta eller eventuellt en nackskada som uppstår då huvudet kastas i olika riktningar. I de allra flesta fall rör det sig om en lindrig stukning av halskotpelaren eller en översträckning av halsmuskulaturen. Ungefär 70 % av skadorna uppstår i samband med bilolyckor, och kvinnor löper dubbelt så stor risk att drabbas än män. En vanlig orsak är bilolycka då någon blir påkörd bakifrån. 2022 skrev SBU att incidensen i Nordamerika och Västeuropa var mellan 2 och 3 personer på 1000 personer. År 2014 anmäldes 30 000 whiplashskador enligt trafikverket.

## Prognos
Nackbesvär och huvudvärk är de i särklass vanligaste symptomen efter trafikolyckor. De allra flesta blir helt bra med tiden, men cirka 10-30 procent utvecklar långvarig smärta och funktionsnedsättning. Det kan då vara vanligt att smärtan sprids ner längs ryggraden, ut i armar och ben eller eventuellt med en generalisering som vid fibromyalgi. En långdragen smärta efter whiplash behöver inte vara permanent, och med smärtstillande medel samt olika former av rehabilitering kan livskvaliteten öka markant för den drabbade.

## Symptom
Smärtan efter till exempel en bilkrock kan variera mycket. Symptom kan börja direkt eller efter några dagar. Symptom kan bland annat vara:
- Nacksmärta
- Ont i huvudet, armarna, axlarna eller mellan skulderbladen.
- Pirr, stick, domning eller annan påverkan i ansiktet och ena eller båda armarna
- Ont i ländryggen, ibland med utstrålande smärta i höfter och ben.
- Yrsel
- Tinnitus eller nedsatt hörsel.
- Koncentrationsproblem
- Sömnstörningar

Det är oklart vad symptomen beror på. Det finns förklaringar såsom stukning av ligament. Ytterligare en förklaring ligger i psykologiska mekanismer. Att undvika att röra på nacken då man har ont hindrar utläkningsprocessen, och smärt- och rörelserädsla är bidragande orsaker till långvarig smärta.

## Diagnostisering
Whiplashskada är ingen diagnos utan en beskrivning av hur olyckan skett. En diagnos orsakad av ett whiplashtrauma kan vara facettledsbesvär, diskogena besvär eller i mycket ovanliga fall ryggmärgsskada. Någon bestående skada går inte alltid att se med magnetisk resonanstomografi eller röntgenundersökning med tillförlitlighet. En smärtanalys är ofta första steget i en fortsatt utredning som kan leda fram till diagnos

### Gradering
Internationellt delas pisksnärtsskador upp i fem olika kategorier för att lättare anpassa behandling. Det kallas för WAD-grad (Whiplash Associated Disorder. Följande kriterier används:
- 0: inga besvär från nacken. Inga kliniska fynd.
- I: nackbesvär enbart i form av smärta, stelhet eller ömhet. Inga kliniska fynd.
- II: nackbesvär och kliniska fynd från muskler eller skelett.
- III: nackbesvär och kliniska neurologiska fynd.
- IV: nackbesvär och benbrott eller felställning.[5]

### Bilddiagnostik

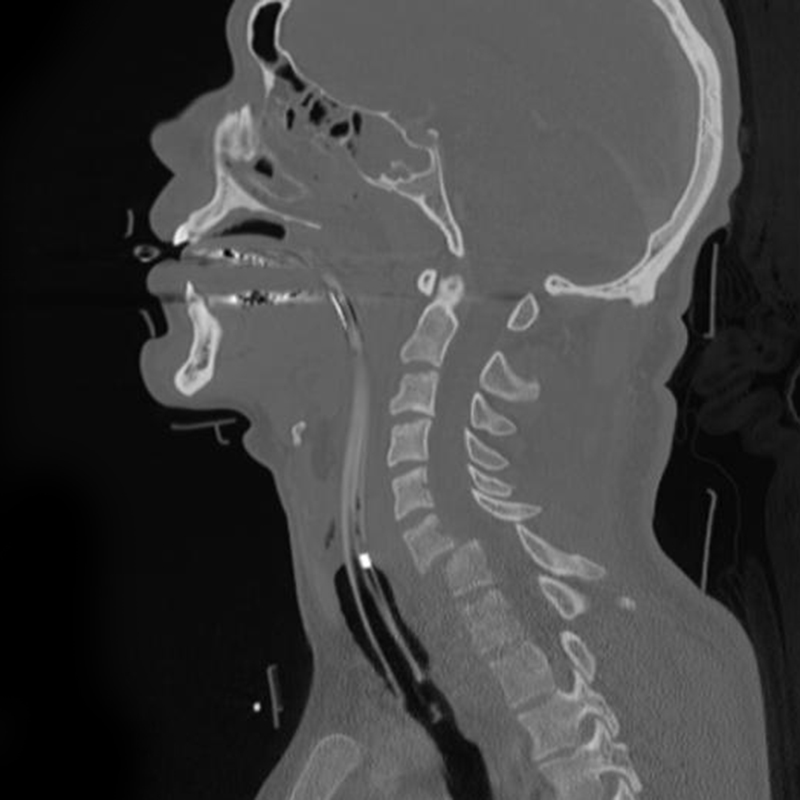
Fraktur halsrygg undersökt med datortomografi

Halsryggen kan undersökas med röntgen vid WAD II, III eller IV. Vid WAD III och IV kan nacken också behöva undersökas med MR. Ibland kan också datortomografi behöva användas. Det är framför allt frakturer på halskotpelaren, eller andra skador som hotar skada nervstrukturer och ryggmärg man vill utesluta.

## Behandling
2022 kom SBU fram till att det fanns dåligt med evidens som kunde vägleda vilken typ träningsterapi som hade effekt på smärta, aktivitets- och delaktighetsförmåga. Författarna till översiktsartikeln poängterar att brist på evidens inte betyder att träningsterapi inte kan fungera, utan bara att det behövs mer bra forskning.

## Pisksnärtsskador i Sverige
I Sverige anmäls cirka 30 000 pisksnärtskador varje år. I Skåne finns ett kompetenscentrum för nacksmärta efter trauma.

### Whiplashkommissionen
Som en reaktion på ökningen av antalet anmälda whiplashrelaterade skador avsatte svenska försäkringsbolag i juli 2002 16 miljoner kronor till en Whiplashkommission. Kommissionens uppdrag var att studera whiplashrelaterade frågor om trafiksäkerhet, vård och rehabilitering och om det svenska försäkringssystemets utformning. I maj 2005 presenterade kommissionen en slutrapport innehållande ett stort antal delrapporter och konkreta åtgärdsförslag för att förbättra situationen för de whiplashskadade. De diagnostiska och terapeutiska metoderna behandlas inte i slutrapporten, men finns bland delrapporterna. Kommissionens uppdrag avslutades i och med slutrapportens publicering.
Kommissionens rapporter finns tillgängliga hos kommissionen. I en slutrapport framhölls olika lösningar för att förebygga whiplashskador. Tidigare har man framhållit att högt sittande bromsljus skulle bidraga till mindre skador, men enligt statistiken har inte någon förbättring kunnat påvisas. Blinkande bromsljus har framhållits som ett av de bättre alternativen för att snabbare påkalla bakomliggande förares uppmärksamhet.
Enligt forskning kan man visa på en avsevärt förbättrad reaktionstid hos föraren då hjärnan omedelbart kan förstå att en paniksituation föreligger och snabbare kan vidtaga lämplig åtgärd. Vid en hastighet av 90 km/h förkortas bromssträckan med upp till 10 meter vid användning av blinkande bromsljus. Blinkande bromsljus har tidigare varit förbjudet i Sverige, men är nu på väg att bli en ny standard som benämns ESS vilket är en förkortning av Emergency Stop Signal. Enligt den nya kommande standarden får ej blinkande bromsljus användas vid hastigheter lägre än 50 km/h, vilket kommer att utesluta stadstrafiken där enligt statistiken flest whiplashskador uppkommer.

## Kontroverser
En långdragen smärta efter whiplash behöver inte vara permanent, och med smärtstillande medel samt olika former av rehabilitering kan livskvaliteten öka markant för den drabbade. En del som utvecklar långvarig smärta upplever oförståelse för misstroende.